# Битва на Дрине
Би́тва на Дри́не (серб. Битка на Дрини) — сражение между австро-венгерскими и сербскими войсками 6 сентября — 4 октября 1914 года во время Первой мировой войны на реке Дрина, в ходе которого австро-венгерская армия не смогла сломить сопротивление сербов, и те, после двухмесячной обороны, организованно отступили.
После поражения в битве при Цере в августе 1914 года австро-венгерская армия отступила через реку Дрина обратно в Боснию и Сирмию. Под давлением союзников Сербия провела наступление через реку Сава в австро-венгерский район Сирмия, взяв Земун и пройдя на территорию противника на 20 миль, но окончившееся неудачей.
Имея большую часть своих сил в Боснии, генерал Оскар Потиорек решил, что лучший способ остановить сербское наступление — начать новое вторжение в Сербию, чтобы заставить сербов отозвать свои войска.
7 сентября началось новое наступление в Сербии. Главный удар наносился с запада, через реку Дрина, с рубежа Зворник, Любовия на Вальево с целью обойти сербские силы с юго-запада. Также проводились отвлекающие действия силами двух корпусов. Первоначальная атака 5-й армии была отражена 2-й сербской армией. Австрийцы потеряли 4000 человек, что вынудило их вернуться в Боснию. Более сильной 6-й армии удалось застать врасплох 3-ю сербскую армию и закрепиться на территории Сербии. После того, как некоторые части 2-й сербской армии были отправлены для поддержки 3-й армии, австро-венгерская 5-я армия также успешно установила плацдарм и возобновила атаку.

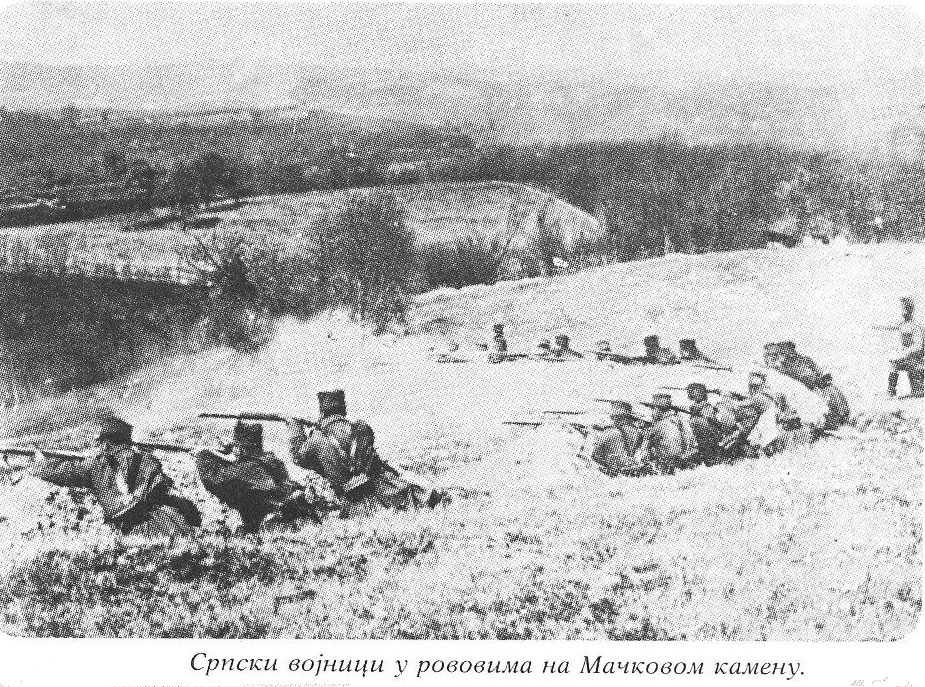
Сербские солдаты на позиции на Мачковом Камне

Воевода Радомир Путник вывел 1-ю армию из Сирмии и повёл её на юг, чтобы нанести контрудар по австрийской 6-й армии. Поначалу все шло хорошо, но в конце концов завязались кровавые четырехдневные бои за вершину горы Ягодня под названием Мачков Камень, в которых обе стороны понесли большие потери в последовательных лобовых атаках и контратаках. Две сербские дивизии потеряли около 11 000 человек. 25 сентября 6-я австрийская армия отошла, чтобы избежать обхода с фланга.
Путник приказал своим войскам занять позиции на окружающих холмах, и за полтора месяца позиционной войны фронт стабилизировался. Это было крайне неблагоприятно для сербов, которые располагали тяжёлой артиллерией, которая была в значительной степени устаревшей, имели малые запасы боеприпасов, ограниченное производство снарядов (имелся только один завод, производивший около 100 снарядов в день). Большую часть военной техники поставляли союзники, которой тоже не хватало. В такой ситуации сербская артиллерия почти замолчала, а австро-венгры постепенно увеличили огонь. Ежедневные потери сербов в некоторых дивизиях достигали 100 солдат. 6 ноября австро-венгерские части прекратили атаки на позиции сербов.
В течение первых недель позиционной войны сербская армия Ужице (одна усиленная дивизия) и черногорская армия Санджака (примерно дивизия) провели наступление в Боснию, взяв 14 сентября Вышеград. Кроме того, обе стороны провели несколько локальных атак, ни одна из которых не увенчалась успехом.